# ウッテンロイト
ウッテンロイト (ドイツ語: Uttenreuth) は、ドイツ連邦共和国バイエルン州ミッテルフランケンのエアランゲン＝ヘーヒシュタット郡に属す町村（以下、本項では便宜上「町」と記述する）で、ブッケンホーフ、シュパールドルフ、マーロフシュタインとともに形成するウッテンロイト行政共同体の本部所在地。

## 地理

### 位置
ウッテンロイトは、エアランゲンの東約5kmの、シュヴァーバッハ川の渓谷に位置する。

### 隣接自治体
隣接する自治体は、ドルミッツ（東）、ノインキルヒェン・アム・ブラント（北東）、マーロフシュタイン（北）、シュパールドルフ（北西）およびブッケンホーフ（西）である。南は、ゼーバルダー・ライヒスヴァルトに面している。

### 自治体の構成
この町は、公式には6つの地区 (Ort) で構成される。このうち小集落や孤立農場などを除く集落を以下に列記する。
- ウッテンロイト
- ヴァイアー（1978年に合併）

## 行政
行政上の課題は、エアランゲンからグレーフェンベルクへの道路のバイパス建設である。

### 議会
ウッテンロイト議会は、首長を含む10議席からなる。

### 紋章
図柄: 基部は、金地で上の境界線は波状、その中に黒い水車が描かれている。上部は、赤地で斜めに交差した2本の金の鍬。交差した上に銀のデザイン化されたユリが描かれている。その左右にはそれぞれ金の星が配される。

### 友好都市
- Saint-Grégoire （フランス、イル＝エ＝ヴィレーヌ県） 1992年

## 交通
オーバーフランケン乗り合いバスの209系統がエアランゲンに通じている。
現在、最も近い鉄道駅は、エアランゲンの駅である。かつては、ウッテンロイトにも鉄道駅が存在していた。それは「ゼークー」と呼ばれるエアランゲン – グレーフェンベルク線の駅であったが、1960年代に廃止されてしまった。

## 引用
1. ↑  https://www.statistikdaten.bayern.de/genesis/online?operation=result&code=12411-003r&leerzeilen=false&language=de Genesis-Online-Datenbank des Bayerischen Landesamtes für Statistik Tabelle 12411-003r Fortschreibung des Bevölkerungsstandes: Gemeinden, Stichtag (Einwohnerzahlen auf Grundlage des Zensus 2011)
2. ↑  Bayerische Landesbibliothek Online